# Глушко Марія Василівна
Марія Василівна Глушко (18 січня 1922, Владивосток — 27 березня 1993, Сімферополь) — радянська і українська письменниця, сценарист. Член Спілки письменників України (з 1954). Відповідальний секретар, пізніше — голова Кримської організації Спілки письменників України.

## Біографія
Дочка воєначальника-артилериста. Довгий час з сім'єю жила в Саратові . Перед початком Великої Вітчизняної війни вийшла заміж за свого однокурсника — студента Бауманського інституту.
З 1939 по 1946 роки навчалася в Московському механіко-машинобудівному інституті (тепер це Московський державний технічний університет імені Баумана). Учасниця Великої Вітчизняної війни. Добровольцем пішла на фронт захищати Батьківщину. Про поневіряння, які випали на її долю, пізніше написала у своїх творах.
У 1955 році закінчила Кримський педагогічний інститут у Сімферополі. Пізніше — Літературний інститут імені А. М. Горького у Москві.
Жила і творила в Криму. У 1960 році очолювала редколегію альманаху «Крим», потім 12 років керувала Кримським відділенням Спілки письменників України (з 1980), була членом редколегії журналу «Райдуга».
В останні роки брала участь в роботі Кримського республіканського Фонду культури.
Тяжко сприйняла розпад СРСР, після якого більше нічого не писала.

## Нагороди
- орден «Знак Пошани» (18.01.1982)
- медаль «За трудову доблесть» (28.01.1967)
- інші медалі

## Творчість
Кримська письменниця.
Автор близько 20 романів, повістей, оповідань, кіносценаріїв (фільм « Щовечора після роботи», кіностудія ім. О. Довженка, 1973, «Рік активного сонця», Одеська кіностудія , 1981).
Основні теми творів — соціально-моральні аспекти відносин особистості і суспільства, високі моральні якості радянської людини, становлення характеру молодого робітника. Письменниця виявляє особливий інтерес до проблем сім'ї, місця та ролі жінки в суспільстві. Ряд творів спрямований на засудження війни, яка приносить тільки страждання жінкам та дітям.

## Вибрані твори
- «Анна Ільїна» (1951),
- «На все життя» (1956),
- «Це мій син» (1958),
- «Юлька» (збірка оповідань, 1960),
- «Тому що люблю» (1962),
- «Живим говори — До побачення» (1963),
- «Живіть двічі» (1966),
- «Олена Миколаївна» (1969),
- «Тому що люблю» (1972),
- «Нічний тролейбус» (1972),
- «Важкий день» (1978),
- «Рік активного сонця» (1980),
- «Повернення» (1984),
- «Обручка для Анастасії» (1986),
- «Мадонна з пайковим хлібом» (1987)